# Vlatko Ilievski
Vlatko Ilievski (makedonska: Влатко Илиевски), född 2 juli 1985 i Skopje, död 6 juli 2018 i Skopje, var en makedonsk sångare.
År 2010 slutade Ilievski på en andra plats i den makedonska nationella uttagningen till Eurovision Song Contest 2010. Tidigare var han bland annat bakgrundssångare åt Martin Vučić i tävlingen år 2005. År 2011 ställde Ilievski återigen upp i Skopje Fest. Där vann han tävlingen och fick representera Makedonien i Eurovision Song Contest 2011 i Düsseldorf med låten "Rusinka". Han tävlade i den andra semifinalen den 12 maj, men tog sig inte till finalen den 14 maj.